# Hynobius amjiensis
La salamandra oriental de Amji (Hynobius amjiensis) es una especie de anfibio caudado de la familia Hynobiidae. Es endémica del China. Su hábitat natural son los bosques templados y los ríos y marismas.